# فهرست برندگان مسابقه مت‌کونتز

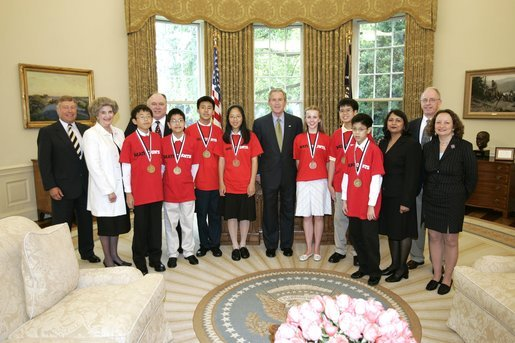
جرج دبلیو بوش به همراه برندگان مسابقه در کاخ سفید

این فهرستی از برندگان مسابقات ریاضی مت‌کونتز (به انگلیسی: Mathcounts) در سطح مدارس راهنمایی در ایالات متحده آمریکا است. هر سال یک برنده انفرادی و یک تیم برنده (هر ایالت یک تیم از چهار تیمش را به مسابقات ملی که از طرف «اجتماع ملی مهندس‌های حرفه‌ای» ضمانت می‌شوند، اعزام می‌کند) انتخاب می‌شوند؛ فرد از طریق آزمون کتبی و سپس در مسابقات رو در رو شفاهی (شمارش معکوس) و تیم از طریق مجموعه‌ای از آزمون‌های کتبی به این مسابقات راه پیدا می‌کنند. آمادگی برای این مسابقات عموماً توسط مواد تکمیلی مت‌کونتز انجام میشود. این فهرست، محل این مسابقات را به همراه تیم ملی آن و افرادی که برای هر سال برنده مسابقه شده‌اند را فهرست می‌کند. این مسابقه از سال ۱۹۸۴ میلادی تاکنون در قالب فعلی برگزار می‌شود.
تیم برتر و بهترین شرکت کنندگان در دور شمارش معکوس گاهی اوقات اجازه سفر به کاخ سفید و دیدار با رئیس جمهور آمریکا را دارند. همچنین ممکن است آن‌ها از کمک هزینه‌های تحصیلی را از طرف اسپانسرهای مت‌کونتز دریافت کنند. جام‌ها در سطح دولت و گاهی در سطح ملی اعطا می‌شوند.

## فهرست برندگان
| سال  | برنده انفرادی                | تیم برنده ایالتی | مربی ایالت برنده | مکان                | نوشته‌ها              |
| ---- | ---------------------------- | ---------------- | ---------------- | ------------------- | -------------------- |
| ۱۹۸۴ | مایکل ادواردس، تگزاس         | ویرجینیا         |                  | واشینگتن دی.سی.     | [ ۷ ]                |
| ۱۹۸۵ | تیموثی کوکش، اوکلاهاما       | فلوریدا          |                  | واشینگتن دی.سی.     |                      |
| ۱۹۸۶ | برایان دیوید اوالد، فلوریدا  | کالیفرنیا        |                  | واشینگتن دی.سی.     |                      |
| ۱۹۸۷ | روسل من، تنسی                | نیویورک          |                  | واشینگتن دی.سی.     |                      |
| ۱۹۸۸ | اندرو اسکالتر، ایلینوی       | نیویورک          |                  | واشینگتن دی.سی.     |                      |
| ۱۹۸۹ | آلبرت کرز، پنسیلوانیا        | کارولینای شمالی  | باربارا سیدنور   | واشینگتن دی.سی.     |                      |
| ۱۹۹۰ | بریان جنکینس، آرکانزاس       | اوهایو           |                  | واشینگتن دی.سی.     |                      |
| ۱۹۹۱ | جاناتان ل.وینستین، ماساچوست  | آلاباما          |                  | واشینگتن دی.سی.     | [ ۸ ]                |
| ۱۹۹۲ | آندری سی.نپ، اوهایو          | کالیفرنیا        |                  | واشینگتن دی.سی.     | [ ۹ ]                |
| ۱۹۹۳ | کارلتون بوسنی، کانزاس        | کانزاس           |                  | واشینگتن دی.سی.     | [ ۱۰ ]               |
| ۱۹۹۴ | ویلیام او.اِنگِل، ایلینوی      | پنسیلوانیا       | مت زیپین         | واشینگتن دی.سی.     | [ ۱۰ ]               |
| ۱۹۹۵ | ریچارد ریف سیدنر، کنتاکی     | ایندیانا         |                  | واشینگتن دی.سی.     | [ ۱۱ ]               |
| ۱۹۹۶ | الکساندرز شوارتز، پنسیلوانیا | پنسیلوانیا       |                  | واشینگتن دی.سی.     | [ ۱۲ ]               |
| ۱۹۹۷ | ژیائو لیو، ویسکانسین         | ماساچوست         |                  | واشینگتن دی.سی.     | [ ۱۳ ]               |
| ۱۹۹۸ | ریکی لیو، ماساچوست           | ویسکانسین        |                  | واشینگتن دی.سی.     | [ ۱۴ ] [ ۱۵ ]        |
| ۱۹۹۹ | پو-رو لوه، ویسکانسین         | ماساچوست         |                  | واشینگتن دی.سی.     | [ ۱۶ ]               |
| ۲۰۰۰ | روژو ژیا، ایلینوی            | کالیفرنیا        |                  | واشینگتن دی.سی.     | [ ۱۷ ]               |
| ۲۰۰۱ | رایان کو، نیوجرسی            | ویرجینیا         | باربارا برنت     | واشینگتن دی.سی.     | [ ۱۸ ] [ ۱۹ ]        |
| ۲۰۰۲ | آلبرت نی، ایلینوی            | کالیفرنیا        |                  | شیکاگو              | [ ۲۰ ]               |
| ۲۰۰۳ | آدم هستربرگ، واشنگتن         | کالیفرنیا        | پلوی شاه         | شیکاگو              | [ ۲۱ ]               |
| ۲۰۰۴ | گرگوری گاثیر، ایلینوی        | ایلینوی          | استیو اندس       | واشینگتن دی.سی.     | [ ۲۲ ] [ ۲۳ ] [ ۲۴ ] |
| ۲۰۰۵ | نیل وو، لوئیزیانا            | تگزاس            | جف بوید          | دیترویت             | [ ۲۵ ] [ ۲۶ ] [ ۲۷ ] |
| ۲۰۰۶ | دائسون ییم، نیوجرسی          | ویرجینیا         | باربارا بورنت    | آرلینگتون، ویرجینیا | [ ۲۰ ] [ ۲۸ ] [ ۲۹ ] |
| ۲۰۰۷ | کوین چن، تگزاس               | تگزاس            | جف بوید          | فورت وورث           | [ ۳۰ ] [ ۳۱ ] [ ۳۲ ] |
| ۲۰۰۸ | داریل وو، واشنگتن            | تگزاس            | جف بوید          | دنور                | [ ۳۳ ]               |
| ۲۰۰۹ | بابی شن، تگزاس               | تگزاس            | جف بوید          | اورلندو             | [ ۳۴ ]               |
| ۲۰۱۰ | مارک سلک، ایندیانا           | کالیفرنیا        |                  | اورلندو             |                      |